# Sheldon Holder
Sheldon Lawrence Holder (Georgetown, Guyana, 30 de septiembre de 1991) es un futbolista guyanés que juega como delantero en el Morvant Caledonia United de la TT Pro League de Trinidad y Tobago. Es internacional con la selección de fútbol de Guyana.

## Carrera

### Clubes
| Club                     | País              | Año       |
| ------------------------ | ----------------- | --------- |
| Morvant Caledonia United | Trinidad y Tobago | 2011-2013 |
| Alpha United             | Guyana            | 2013-2015 |
| Morvant Caledonia United | Trinidad y Tobago | 2015-     |

### Selección nacional
Debutó con Guyana en un amistoso el 19 de mayo de 2011 contra Barbados, ganando 1-0. Fue incluido en el equipo final de 23 hombres para la Copa Oro CONCACAF 2019 el 31 de mayo de 2019. Anotó su primer triplete, a nivel internacional durante las rondas de clasificación de la Liga de Naciones de CONCACAF, donde anotó tres goles en el partido 0-8 contra las Islas Turcas y Caicos.

### Goles internacionales
| N.º | Fecha                   | Sede                                                           | Adversario            | Gol  | Resultado | Competencia                                           |
| --- | ----------------------- | -------------------------------------------------------------- | --------------------- | ---- | --------- | ----------------------------------------------------- |
| 1.  | 1 de febrero de 2015    | Estadio Nacional de Barbados, Bridgetown, Barbados             | Barbados              | 1 –0 | 2–2       | Amistoso                                              |
| 2.  | 22 de marzo de 2015     | Estadio Providence, Bourda, Guayana                            | Santa Lucía           | 2 –0 | 2–0       | Amistoso                                              |
| 3.  | 1 de junio de 2016      | Estadio Ergilio Hato, Willemstad, Curazao                      | Curazao               | 1 –1 | 2–5       | Clasificación Copa del Caribe 2017                    |
| 4.  | 15 de noviembre de 2017 | Estadio Ato Boldon, Couva, Trinidad y Tobago                   | Trinidad y Tobago     | 1 –0 | 1–1       | Amistoso                                              |
| 5.  | 13 de octubre de 2018   | Academia Nacional TCIFA, Providenciales, Islas Turcas y Caicos | Islas Turcas y Caicos | 1 –0 | 8–0       | Clasificación de la Liga de Naciones CONCACAF 2019-20 |
| 6.  | 13 de octubre de 2018   | Academia Nacional TCIFA, Providenciales, Islas Turcas y Caicos | Islas Turcas y Caicos | 3 –0 | 8–0       | Clasificación de la Liga de Naciones CONCACAF 2019-20 |
| 7.  | 13 de octubre de 2018   | Academia Nacional TCIFA, Providenciales, Islas Turcas y Caicos | Islas Turcas y Caicos | 4 –0 | 8–0       | Clasificación de la Liga de Naciones CONCACAF 2019-20 |
| 8.  | 6 de septiembre de 2019 | Estadio Ergilio Hato, Willemstad, Curazao                      | Aruba                 | 1 –0 | 1–0       | 2019-20 CONCACAF Liga de Naciones B                   |
| 9.  | 14 de octubre de 2019   | Instalación de pista y campo sintético, Leonora, Guyana        | Antigua y Barbuda     | 3 –1 | 5-1       | 2019-20 CONCACAF Liga de Naciones B                   |